# Grumet

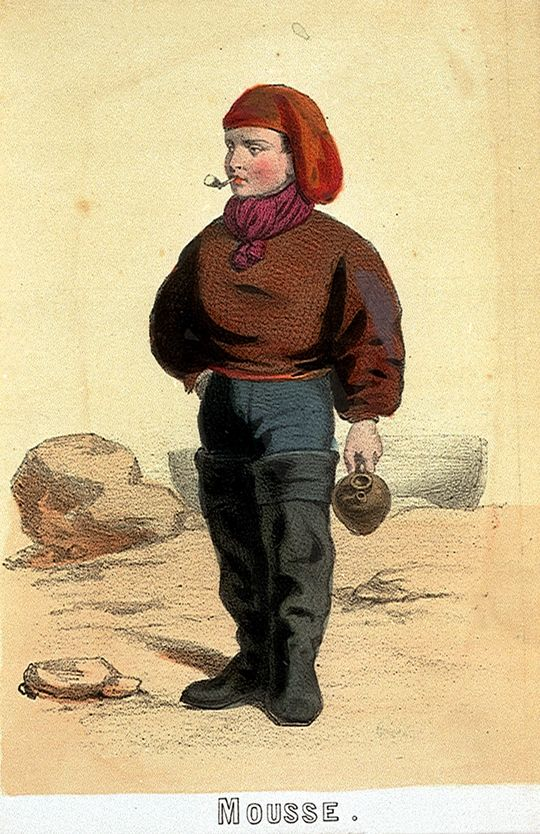
Grumet francès del segle dinou.

Un grumet tradicional era una persona jove que navegava com a aprenent de mariner. Altres termes, amb significat pràcticament coincident, són fadrí i mosso.

## Època medieval
L’obra de Benedetto Cotrugli («De navigatione») parla amb certa extensió de les funcions dels grumets en els vaixells de Venècia, Gènova i Catalunya.

### Benedetto Cotrugli.De Navigatione(1464-65).

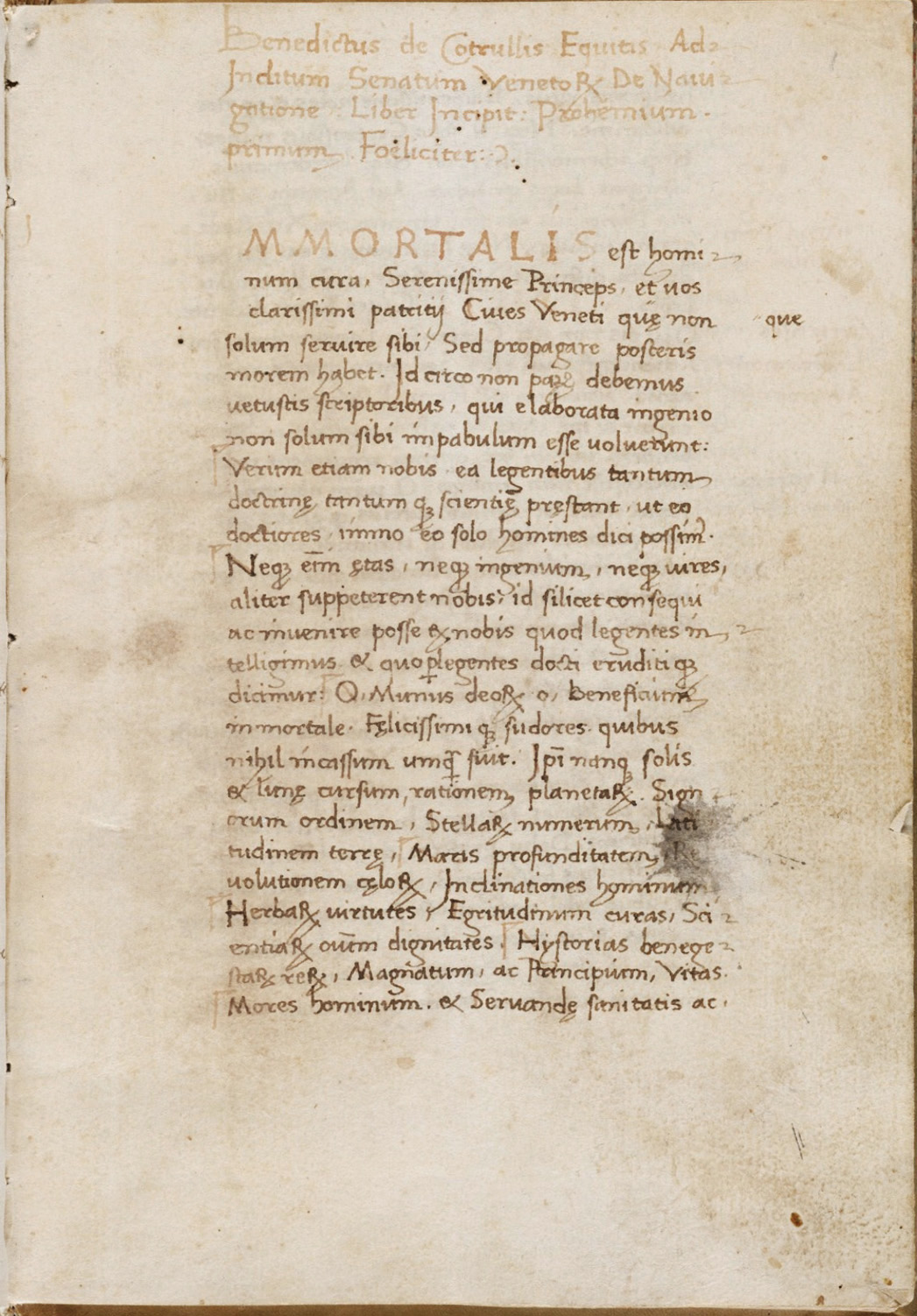
'De Navigatione Liber' 1464.

Benedetto Cotrugli fou autor d'un llibre de navegació (“De navigatione”; Nàpols 1464) que no es va arribar a publicar, però que es conserva en forma de manuscrit. Es tracta d'una obra que pot consultar-se en una transcripció digitalitzada a cura de Piero Falchetta . També el manuscrit original pot llegir-se de franc (Manuscrit Beinecke MS 557, Yale University Library, Beinecke Rare Book and Manuscript Library).
| «                                     | Galea vogia III hommini per bancho ogi, et have XXVIII et XXVIIII banchi. Le fuste vogano dui remi per bancho, et queste sonno de più qualitate de longeçe, ad beneplacitum XII, XVI, XX, XXIIII etc... Et realmente quisto modo de galee ando aptissimamente la nation Catallana et sondo aptissimi allo governo de quelle, perché le altre nationi armano solamente alli bisogni, et li Catalani al continuo fando lo misterio, et ciascheduno ne sa in parte et li Catallani in totum. | » |
| — De navigatione. Benedetto Cotrugli. | |   |

### Fadrins aprenents de mariners
| «                                     | Marinari sondo homini li quali hanno ad governare questa nostra navigatione et sondo dicti marinari da lo mare – in latino nautae a navigando. Quisti degiono sapire la cartha da navigare, bossola et la ragion de li venti et lo arbitrio et infine tucta la presente nostra arte; li dicti marinari vogliono essere creati nel misteri da piccioli, et prima sondo tabachi ad modo de Gienoisi, o vero fedrini ad modo de Catalogna, o vero fanti ad modo Venditiano, et quisti ando de scopare la coperta, servire ad marinari et a mercanti et a vivati; poi come sondo de più etate, de XVIII in XX anni se chiamano fanti. Et loro officio è vogare la barcha, et aprire la mecana, et andare per le sarthie, et agotare la sentina, cacciare l’anchora, et simili exercitii. Poi quando lo fante deventa dextro et impara la cartha, et sa ben governare lu timone et fare quello che deve fare uno bono marinaro, con quisto ordine: el fando vestir bene, et fandoli una corona de iuncho in capo et lo mectono infra dui marinari, et lo nauchieri li fa certe adomande de casi che possono occorrere, ut puta: se la nave fosse infra dui isole, lu una fosse per austro, l’altra per tramontana, et vui sete per scapular lo capo, et lu vento salta a salocho e levante etc., che farresti? et de simili casi, et de la charta como si trova lo puntu, quante meglia semo in mare etc. Allora lo novello responde, poi li dona nauchieri lo sacramento et giura de fare lu suo officio glialmente, et esser obechiente allo naucchiero, et stare actento allo suo fischio et sempre li respondere. Poi se fa cantare la missa, et ogni uno li offerta allo novello chi uno fiorino, chi uno gioppone, chi una cosa, chi una altra. Sempre lu marinaro deve dormire in coperta vestuto et saltare quando se phiscia, et coscì conducie stentando la sua vita et mai non hane hora di bene, che securamente chui voliti biastimare diciti sia marinaro. | » |
| — De navigatione. Benedetto Cotrugli. | |   |

## El ninot de Barcelona

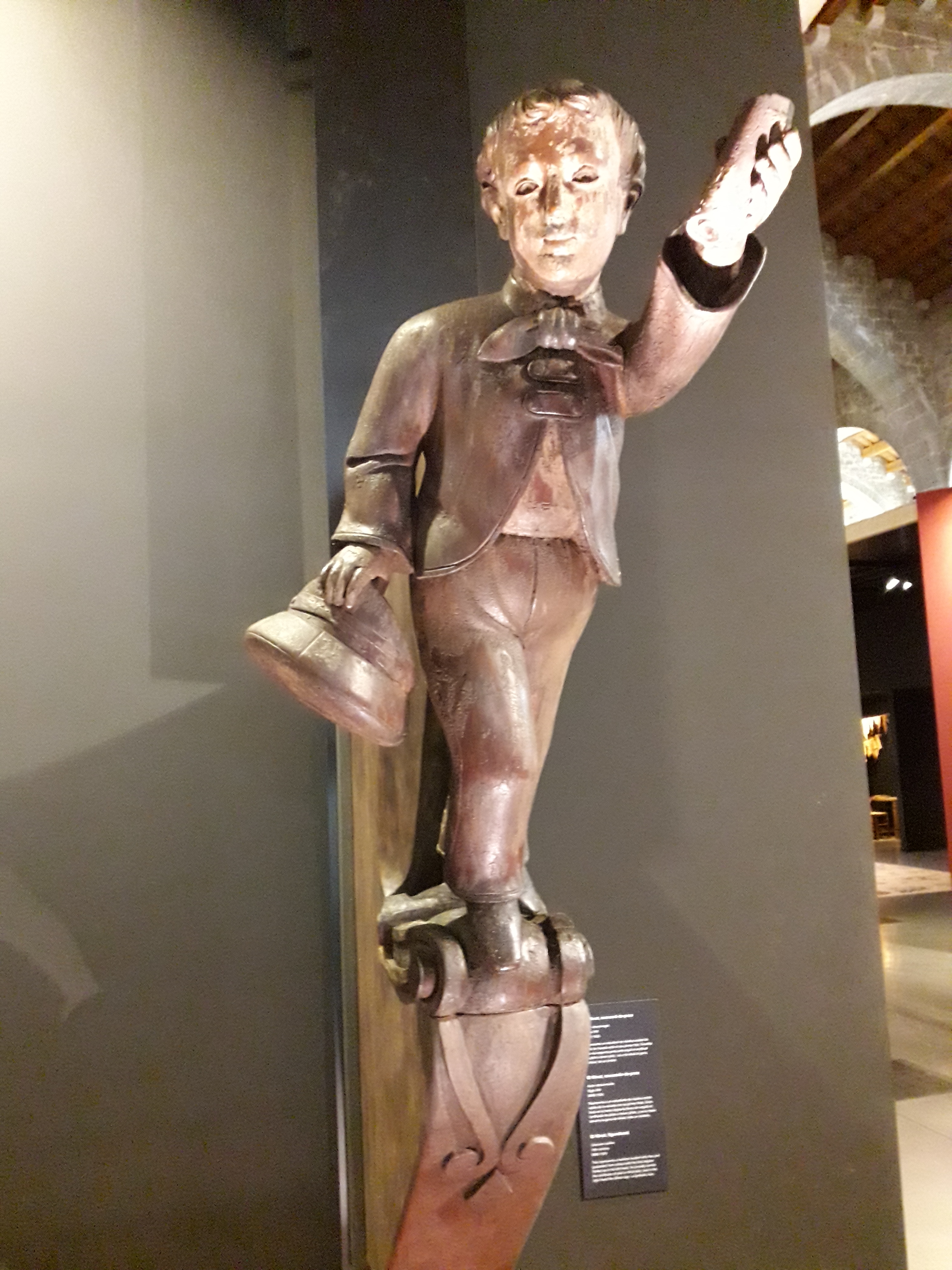
El Ninot (mascaró) representa un grumet acabat de llicenciar-se

El Ninot és una escultura de bronze, obra de l'escultor Walter Cots Figuerola, que representa un grumet amb una gorra en una mà i un títol de nàutica acabat d'aconseguir a l'altra. Fou instal·lada el 1983 sobre la porta d'entrada del mercat del mateix nom, al barri de l'Esquerra de l'Eixample de Barcelona, i està inclosa a l'inventari de Petits paisatges de Barcelona.
Es tracta d'una còpia de l'original, de fusta policromada, actualment al Museu Marítim de Barcelona, que havia estat el mascaró de proa d'un vaixell italià, i que es va col·locar a la façana de la taverna que Joan Clapés tenia al carrer de València, 107, establiment molt popular, que va donar nom a la zona. Conta la tradició que va ser la filla d'en Clapés la que anant a visitar als seus futurs sogres a la Barceloneta, va veure com desballestaven el vaixell i va demanar al seu promès que salvés el mascaró de proa.